# Prave žabe
Prave žabe (znanstveno ime Ranidae) so družina v redu Anura (brezrepe dvoživke), razred Amphibia (dvoživke).
Prsti na sprednjih in zadnjih nogah so brez prijemalnih ploščic. Zenice so vodoravne in eliptične. Koža je po zgornji strani gladka. Živijo v vodnih in kopenskih habitatih. V Evropi živijo pripadniki rodu Rana (prava žaba), ki so dobro razširjene.